# Akhil Kumar
Akhil Kumar (født 27. marts 1981 i Faizabad) er en indisk tidligere amatørbokser, der boksede i vægtklassen bantamvægt. 
Kumar fik sin olympiske debut, da han repræsenterede Indien under Sommer-OL 2008. Her blev han slået ud i kvartfinalen af Veaceslav Gojan fra Moldova i samme vægtklasse. 
Han fik guldmedalje ved Commonwealth Games i Melbourne i 2006.